# Khu bảo tồn hoa mũi Hảo Vọng
Vùng hoa Mũi Hảo Vọng là một vùng hoa nằm gần mũi phía nam của Nam Phi. Đây là vùng hoa duy nhất của Vương quốc hoa Mũi Hảo Vọng và chỉ bao gồm một phạm vi trồng hoa được gọi là phạm vi hoa Mũi Hảo Vọng.
Vùng hòa Mũi Hảo Vọng có diện tích nhỏ nhất trong sáu vương quốc hoa được công nhận trên thế giới, là một khu vực có tính đa dạng và đặc hữu cực kỳ cao, và là nhà của hơn 9.000 loài thực vật có mạch, trong đó 69% là loài đặc hữu. Phần lớn sự đa dạng này có liên quan đến quần xã sinh vật thảm thực vật cây bụi (Fynbos), một loại cây bụi dễ cháy ở Địa Trung Hải. Giá trị kinh tế của đa dạng sinh học này là việc thu hoạch các sản phẩm hoa dại và du lịch sinh thái, ước tính đạt 77 triệu Rand. Do đó, vùng hoa Mũi Hảo Vọng có cả giá trị sinh học và kinh tế với bản chất là một điểm nóng đa dạng sinh học.

## Vị trí
Đây là nơi tập trung các loài thực vật bậc cao phi nhiệt đới lớn nhất trên thế giới, đây là điểm nóng về đa dạng sinh học duy nhất tại Nam Phi, bao gồm toàn bộ vương quốc hoa Mũi Hảo Vọng. Tại đây có 12 họ thực vật đặc hữu trong đó có 160 chi đặc hữu của Nam Phi. Với diện tích 78.555 km², vùng hoa này nằm hoàn toàn trong lãnh thổ của Nam Phi. Đây là một trong năm kiểu khí hậu ôn hòa Địa Trung Hải trong danh sách các điểm nóng đa dạng sinh học, và là một trong hai điểm nóng bao gồm toàn bộ vương quốc hoa, cùng với Nouvelle-Calédonie. Vùng này bao gồm vùng Khí hậu Địa Trung Hải của Nam Phi từ phía tây nam của Tây Cape, kéo dài về phía đông đến Đông Cape, một vùng chuyển tiếp giữa vùng mưa mùa đông ở phía tây và vùng mưa mùa hè ở phía đông ở KwaZulu-Natal.